# Никола Коев
Никола (Кольо) Коев Николов, наречен Мамин Колю, е български революционер, войвода на ВМОРО, борец за свободата на българите в Македония и Тракия.

## Биография
Никола Коев е роден в Хасково през 1880 година. Братов син е на войводата Тане Николов. Получава основно образование и от януари 1901 до ноември 1902 година служи в 10 пехотен родопски полк. Включва се в редовете на ВМОРО още в казармата и веднага след уволнението си заминава за София, където се сформират организационните чети за въоръжена борба в Македония. През 1903 година влиза в Македония като четник на Иван Наумов Алябака.
По време на Илинденското въстание през лятото на 1903 година заедно с Коста Христов Попето запалват Крушевската жандармерийска казарма. След потушаването на въстанието Мамин Колю се прибира в България. В София през 1904 година заедно с Иван Алябака стреля по файтона на турския консул, при което е ранен гавазинът му и след възникналия скандал властите са принудени да ги заловят и осъдят. Шест месеца по-късно без разгласяване на амнистия са изведени от затвора и посъветвани да изчезнат от полезрението на властите.
Мамин Колю се отправя веднага към Македония и от 1905 година до Хуриета е последователно четник при Коста Попето, Иван Наумов, Апостол Петков и Ичко Гюпчев. След реакционния контрапреврат с четата на Христо Чернопеев участва в похода до Цариград за детронацията на султана и откарването му в Солун.
От 1912 година Мамин Колю е подвойвода и байрактар в четата на чичо си Тане Николов. Участва в Балканската война. При защитата на Беломорския проход е самостоятелен войвода.
През зимата и ранната пролет на 1913 е участник в Покръстителната мисия на Българската Екзархия в Родопите.
След освобождението на Западна Тракия Мамин Колю се жени в село Кушланли, Гюмюрджинско и от 1914 до 1919 живее в Ксанти и Гюмюрджина, като известно време е на служба като български стражар. През периода 1920 - 1924 сътрудничи в Хасково и Западна Тракия на ВТРО.
След 1924 година се оттегля от революционна дейност и до 1945 година е мелничар в Асеновград заедно с Тане Николов. От 1949 до смъртта си през 1961 живее в родния си град Хасково.
Мамин Колю е колоритна личност, която се превръща в любимец на населението в Македония и Тракия, което го възпява в много народни песни, които се пеят в цялото българско етническо землище – от Гора до Северна Добруджа.